# 希特贝根
希特贝根是德国下萨克森州的一个市镇。总面积14.64平方公里，总人口871人，其中男性439人，女性432人（2011年12月31日），人口密度59人/平方公里。